# Campionati italiani estivi di nuoto 1979
I Campionati italiani assoluti di nuoto 1979 si sono svolti a Firenze dal 23 al 26 agosto 1979. È stata utilizzata la vasca da 50 metri.

## Podi

### Uomini
| Evento               | Oro                                                                        | Tempo    | Argento                                                                          | Tempo    | Bronzo                                                                    | Tempo    |
| Stile libero         |                                                                            |          |                                                                                  |          |                                                                           |          |
| 100 m                | Marcello Guarducci                                                         | 52"08    | Raffaele Franceschi                                                              | 53"43    | Fabrizio Rampazzo                                                         | 53"65    |
| 200 m                | Marcello Guarducci                                                         | 1'53"41  | Fabrizio Rampazzo                                                                | 1'54"03  | Marco Colombo                                                             | 1'57"75  |
| 400 m                | Giorgio Quadri                                                             | 4'02"20  | Giovanni Nagni                                                                   | 4'02"66  | Marcello Guarducci                                                        | 4'04"78  |
| 1500 m               | Giovanni Nagni                                                             | 15'52"26 | Giorgio Quadri                                                                   | 16'07"00 | Stefano Bidini                                                            | 16'16"11 |
| Dorso                |                                                                            |          |                                                                                  |          |                                                                           |          |
| 100 m                | Stefano Bellon                                                             | 59"60    | Marco Colombo                                                                    | 1'01"36  | Salvatore Nania                                                           | 1'01"41  |
| 200 m                | Stefano Bellon                                                             | 2'06"80  | Daniele Cerabino                                                                 | 2'09"36  | Marco Colombo                                                             | 2'10"41  |
| Rana                 |                                                                            |          |                                                                                  |          |                                                                           |          |
| 100 m                | Sandro Vettore                                                             | 1'07"39  | Davide Peloso                                                                    | 1'08"11  | Cesare Fabbri                                                             | 1'08"45  |
| 200 m                | Cesare Fabbri                                                              | 2'26"08  | Massimo Trevisan I                                                               | 2'27"09  | Sandro Vettore                                                            | 2'28"11  |
| Farfalla             |                                                                            |          |                                                                                  |          |                                                                           |          |
| 100 m                | Fabrizio Rampazzo                                                          | 57"23    | Emanuele Armellini                                                               | 57"80    | Riccardo Urbani                                                           | 58"52    |
| 200 m                | Emanuele Armellini                                                         | 2'04"69  | Fabio Bracaglia                                                                  | 2'05"16  | Andrea Calabria                                                           | 2'06"73  |
| Misti                |                                                                            |          |                                                                                  |          |                                                                           |          |
| 200 m                | Paolo Revelli                                                              | 2'10"61  | Marco Colombo                                                                    | 2'12"32  | Giovanni Franceschi                                                       | 2'12"47  |
| 400 m                | Giovanni Franceschi                                                        | 4'36"76  | Maurizio Divano                                                                  | 4'37"34  | Marco Dell'Uomo                                                           | 4'40"45  |
| Staffette            |                                                                            |          |                                                                                  |          |                                                                           |          |
| 4x100 m stile libero | De Gregorio Riccardo Urbani Marco Dell'Uomo Paolo Revelli Pietro Tornaboni | 3'35"15  | Nuotatori Milanesi Giovanni Franceschi Bellis Metello Savino Raffaele Franceschi | 3'37"69  | Nuoto 2000 Fabrizio Rampazzo Stefano Bellon Marco Tornatore Davide Peloso | 3'38"50  |
| 4x200 m stile libero | Lazio Nuoto Fabio Bracaglia Giorgio Quadri Andrea Ceccarini Carlo Rossato  | 7'47"99  | De Gregorio Paolo Revelli Pietro Tornaboni Marco Dell'Uomo Riccardo Urbani       | 7'56"23  | Roma Nuoto Giovanni Nagni Carlo Capotosti R. Laera Stefano Grandi         | 8'02"87  |
| 4x100 m mista        | Nuoto 2000 Stefano Bellon Davide Peloso Marco Tornatore Fabrizio Rampazzo  | 3'56"27  | Nuotatori Milanesi Bertoli Manazza Giovanni Franceschi Raffaele Franceschi       | 4'03"90  | Sturla Daniele Cerabino Cesare Fabbri Andrea Calabria Maurizio Divano     | 4'04"08  |

### Donne
| Evento               | Oro                                                                               | Tempo   | Argento                                                                     | Tempo   | Bronzo                                                                     | Tempo   |
| Stile libero         |                                                                                   |         |                                                                             |         |                                                                            |         |
| 100 m                | Maria Cristina Ponteprimo                                                         | 59"92   | Cinzia Savi Scarponi                                                        | 59"99   | Manuela Dalla Valle                                                        | 1'00"08 |
| 200 m                | Roberta Felotti                                                                   | 2'06"72 | Fulvia Cornella                                                             | 2'07"98 | Elisabetta Fusi                                                            | 2'08"61 |
| 400 m                | Roberta Felotti                                                                   | 4'24"01 | Fulvia Cornella                                                             | 4'27"13 | Maria Grazia Pandini                                                       | 4'28"33 |
| 800 m                | Roberta Felotti                                                                   | 8'53"58 | Maria Grazia Pandini                                                        | 9'05"46 | Roberta Pavanello                                                          | 9'09"34 |
| Dorso                |                                                                                   |         |                                                                             |         |                                                                            |         |
| 100 m                | Manuela Carosi                                                                    | 1'06"13 | Laura Foralosso                                                             | 1'07"06 | Daniela Ferrini                                                            | 1'07"32 |
| 200 m                | Daniela Ferrini                                                                   | 2'23"00 | Manuela Carosi                                                              | 2'23"68 | Martina Giuliani                                                           | 2'23"87 |
| Rana                 |                                                                                   |         |                                                                             |         |                                                                            |         |
| 100 m                | Carlotta Tagnin                                                                   | 1'15"30 | Sabrina Seminatore                                                          | 1'16"15 | Manuela Dalla Valle                                                        | 1'16"51 |
| 200 m                | Carlotta Tagnin                                                                   | 2'43"04 | Sabrina Seminatore                                                          | 2'43"71 | Monica Corò                                                                | 2'45"78 |
| Farfalla             |                                                                                   |         |                                                                             |         |                                                                            |         |
| 100 m                | Cinzia Savi Scarponi                                                              | 1'02"99 | Cristina Quintarelli                                                        | 1'05"38 | Cinzia Rampazzo                                                            | 1'05"64 |
| 200 m                | Cinzia Savi Scarponi                                                              | 2'17"73 | Cinzia Rampazzo                                                             | 2'19"99 | Cristina Quintarelli                                                       | 2'20"59 |
| Misti                |                                                                                   |         |                                                                             |         |                                                                            |         |
| 200 m                | Manuela Dalla Valle                                                               | 2'23"42 | Cinzia Savi Scarponi                                                        | 2'26"29 | Martina Giuliani                                                           | 2'27"10 |
| 400 m                | Roberta Felotti                                                                   | 5'02"51 | Cinzia Savi Scarponi                                                        | 5'04"24 | Martina Giuliani                                                           | 5'08"73 |
| Staffette            |                                                                                   |         |                                                                             |         |                                                                            |         |
| 4x100 m stile libero | Roma Nuoto Cinzia Savi Scarponi Carla Di Seri Paola Persi Silvia Persi            | 4'05"51 | Libertas Dino Rora Audisio Susanna Falchero Prada Maria Cristina Ponteprimo | 4'07"17 | Caronno Pertusella Manuela Dalla Valle Mariani Vicentini Carol Galimberti  | 4'08"32 |
| 4x200 m stile libero | San Donato Maria Grazia Pandini Claudia Schiroli Giuditta Pandini Roberta Felotti | 8'44"75 | Roma Nuoto Cinzia Savi Scarponi Sterpetti Silvia Persi Carla Di Seri        | 8'45"13 | Fiat Ricambi Anna Bertasi Didoni Loretta Toja Roberta Pavanello            | 8'56"68 |
| 4x100 m misti        | Roma Nuoto Manuela Carosi Claudia Corradi Cinzia Savi Scarponi Carla Di Seri      | 4'31"57 | Fiat Ricambi Donatella Bruno Roberta Lazzari Tiziana Rachetto Ghidoni       | 4'32"83 | Nuotatori Milanesi Cazzaniga Monica Scarpa Rosangela Bernasconi Montefusco | 4'34"60 |